# Тринум
Тринум (нем. Trinum) — посёлок в Германии, в земле Саксония-Анхальт, входит в район Анхальт-Биттерфельд в составе сельского округа Остернинбургер-Ланд.
Население составляет 410 человек (на 31 декабря 2008 года). Занимает площадь 4,35 км².

## История
Первое упоминание о поселении относится к 1296 году.
1 января 2010 года, после проведённых реформ, 14 коммун, в том числе и Тринум, были объединены в сельский округ Остернинбург, а одноимённое управление упразднено.

## Галерея

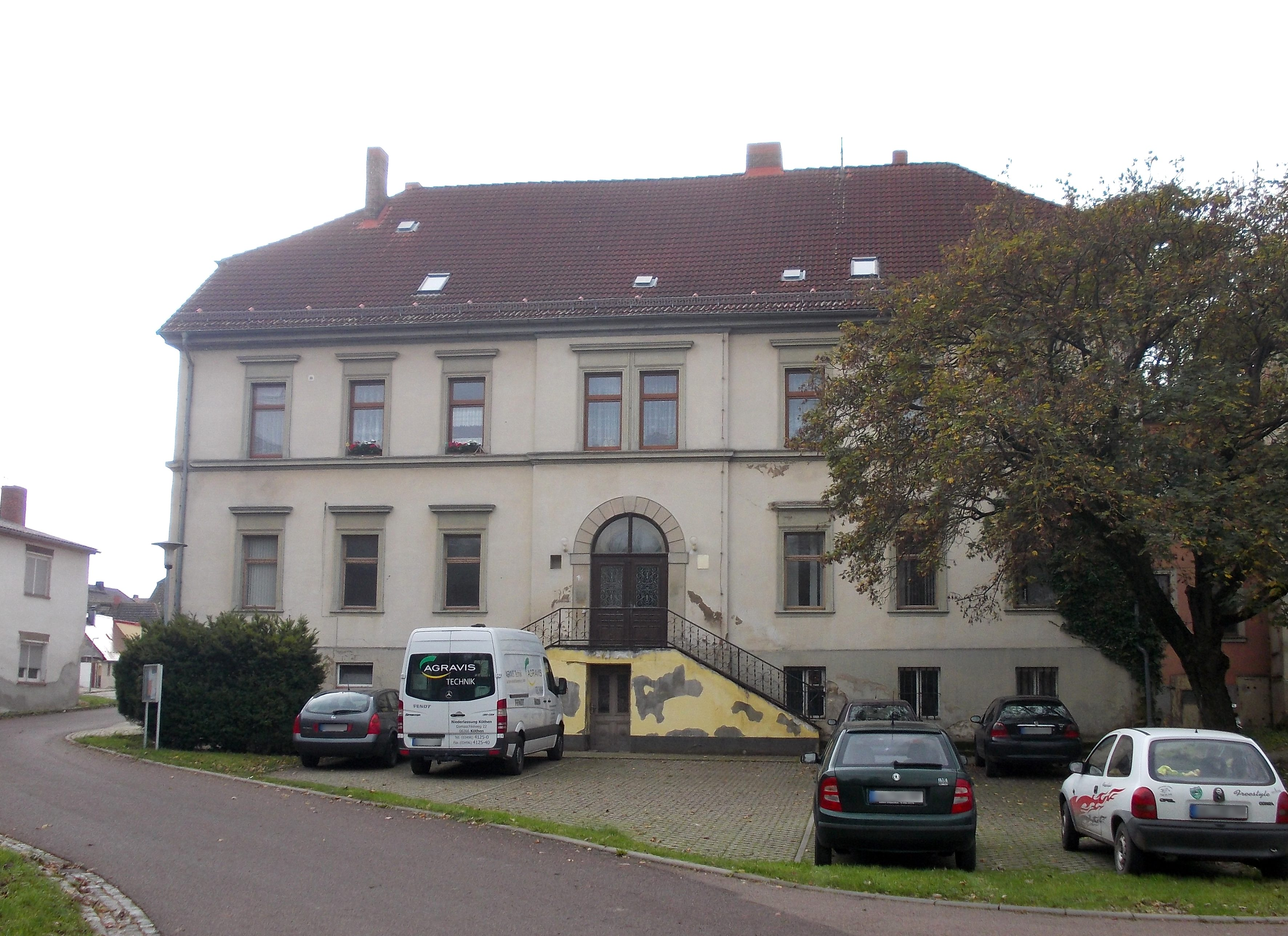
Мэрия
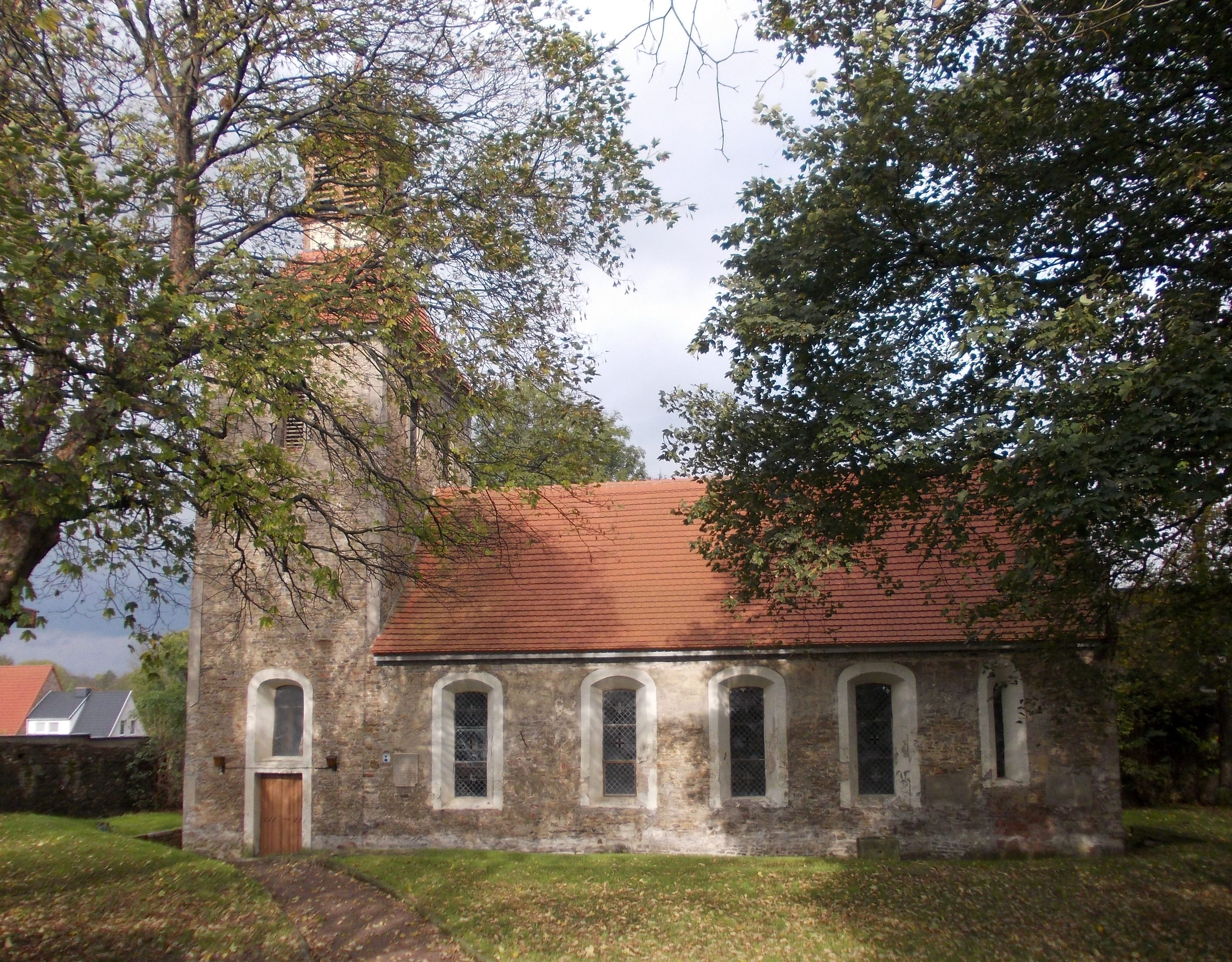
Церковь Тринума